# Berliner Theatertreffen
Berliner Theatertreffen är en årlig teaterfestival i Berlin. Vanligen äger den rum under maj. Teaterträffen hölls första gången 1964 och är en del av Berliner Festspiele. På festivalen visas teater från Tyskland, Österrike och Schweiz, en jury väljer ut de bästa tyskspråkiga föreställningarna under den gångna säsongen. Sedan 1988 delas Theaterpreis Berlin ut till utomordentliga insatser inom tyskspråkig teater.